# Salsola cyclophylla
Salsola cyclophylla är en amarantväxtart som beskrevs av John Gilbert Baker. Salsola cyclophylla ingår i släktet sodaörter, och familjen amarantväxter. Inga underarter finns listade i Catalogue of Life.